# Chiesa dei Santi Pietro e Paolo (Tbilisi)
La chiesa parrocchiale dei Santi Pietro e Paolo (in georgiano თბილისის წმინდა პეტრესა და პავლეს კათოლიკური ეკლესია?) è una chiesa cattolica di Tbilisi, in Georgia. Il papa Giovanni Paolo II vi celebrò una messa nel corso della sua visita in Georgia nell'ottobre del 1999.

## Storia e descrizione
La chiesa fu costruita tra il 1870 ed il 1877 per iniziativa di Konstantine Zubalashvili, importante esponente della comunità cattolica della Georgia. Il progetto fu affidato all'architetto Albert Salzman. Lo stile della chiesa è caratterizzato da una forte impronta barocca.
L'ingresso della chiesa è posto ad ovest. Sopra la porta d'entrata in legno è presente un rosone decorato con ornamenti floreali ed una colomba. La facciata è divisa da pilastri corinzi ed archi di un giallo più intenso di quello del resto della struttura. I capitelli e gli altri elementi decorativi della facciata sono di colore grigio. La conca dell'abside è molto pronunciata ed è dotata di tre finestre. La chiesa è coronata da una grande cupola con dodici finestre.